# Lophocoleaceae
Lophocoleaceae, porodica jetrenjarki u redu Jungermanniales. 412 vrsta u 20 rodova.

## Rodovi
1. Bragginsella R.M. Schust.
2. Chiloscyphus Corda
3. Clasmatocolea Spruce
4. Cryptolophocolea L. Söderstr., Crand.-Stotl., Stotler & Váňa
5. Deceptifrons J.J. Engel & Váňa
6. Evansianthus R.M. Schust. & J.J. Engel
7. Hepatostolonophora J.J. Engel & R.M. Schust.
8. Heteroscyphus Schiffn.
9. Lamellocolea J.J. Engel
10. Leptophyllopsis R.M. Schust.
11. Leptoscyphopsis R.M. Schust.
12. Leptoscyphus Mitt.
13. Lophocolea (Dumort.) Dumort.
14. Otoscyphus J.J. Engel, Bardat & Thouvenot
15. Pachyglossa Herzog & Grolle
16. Perdusenia Hässel
17. Pigafettoa C. Massal.
18. Platycaulis R.M. Schust.
19. Stolonivector J.J. Engel
20. Xenocephalozia R.M. Schust.